# Salmophasia horai
Salmophasia horai är en fiskart som först beskrevs av Silas, 1951.  Salmophasia horai ingår i släktet Salmophasia och familjen karpfiskar. IUCN kategoriserar arten globalt som sårbar. Inga underarter finns listade i Catalogue of Life.